# Vä-Skepparslövs församling
Vä-Skepparslövs församling är en församling i Villands och Gärds kontrakt i Lunds stift. Församlingen ligger i Kristianstads kommun i Skåne län och ingår i Vä-Skepparslövs pastorat.

## Administrativ historik
Församlingen bildades 2002 genom sammanslagning av Vä församling och Skepparslövs församling och är sedan dess moderförsamling i Vä-Skepparslövs pastorat vari också ingår Träne-Djurröds församling och Köpinge församling.

## Kyrkor
- Vä kyrka
- Skepparslövs kyrka